# Cầu đường sắt Magok
Cầu đường sắt Magok bắt qua sông Hàn ở Hàn Quốc như một phần tuyến AREX của Sân bay quốc tế Incheon. Công trình bắt đầu vào tháng 1 năm 2004 và hoàn thành vào 29 tháng 12 năm 2010.